# Harvey Cushing
Harvey Williams Cushing (Cleveland, Ohio, 8. travnja 1869. - New Haven, Connecticut, 7. listopada 1939.), američki neurokirurg i začetnik kirurgije mozga, te se u mnogim krugovima smatra najvećim neruokirurgom 20. stoljeća i ocem moderne neruokirurgije. Prvi je opisao endokrine poremećaje koji su po njemu nazvani Cushingova bolest (pituitarna ACTH hipersekrecija) i Cushingov sindrom (hiperkortizolizam).